# Đông lạnh (thực phẩm)

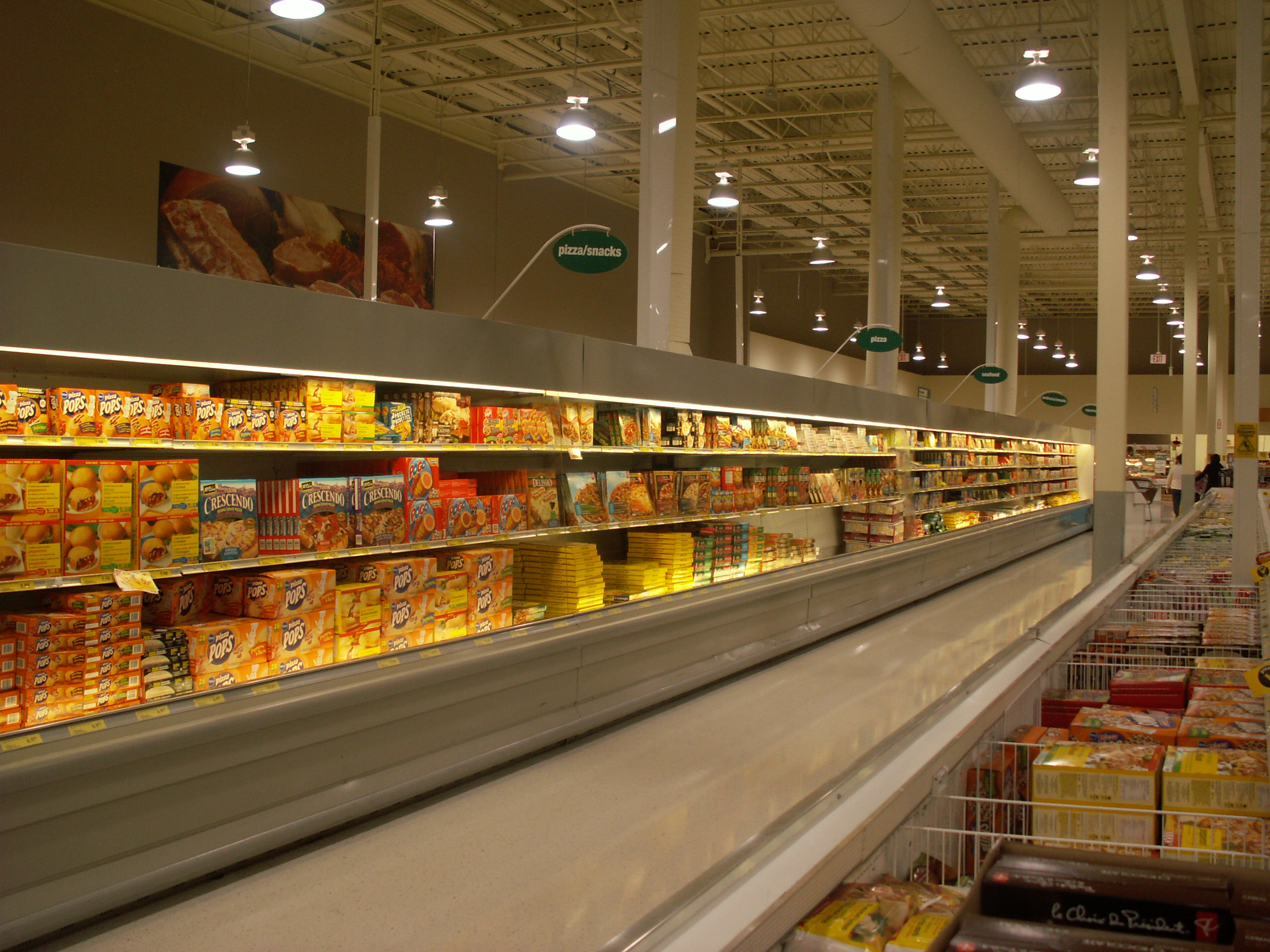
Đồ ăn đông lạnh tại siêu thị

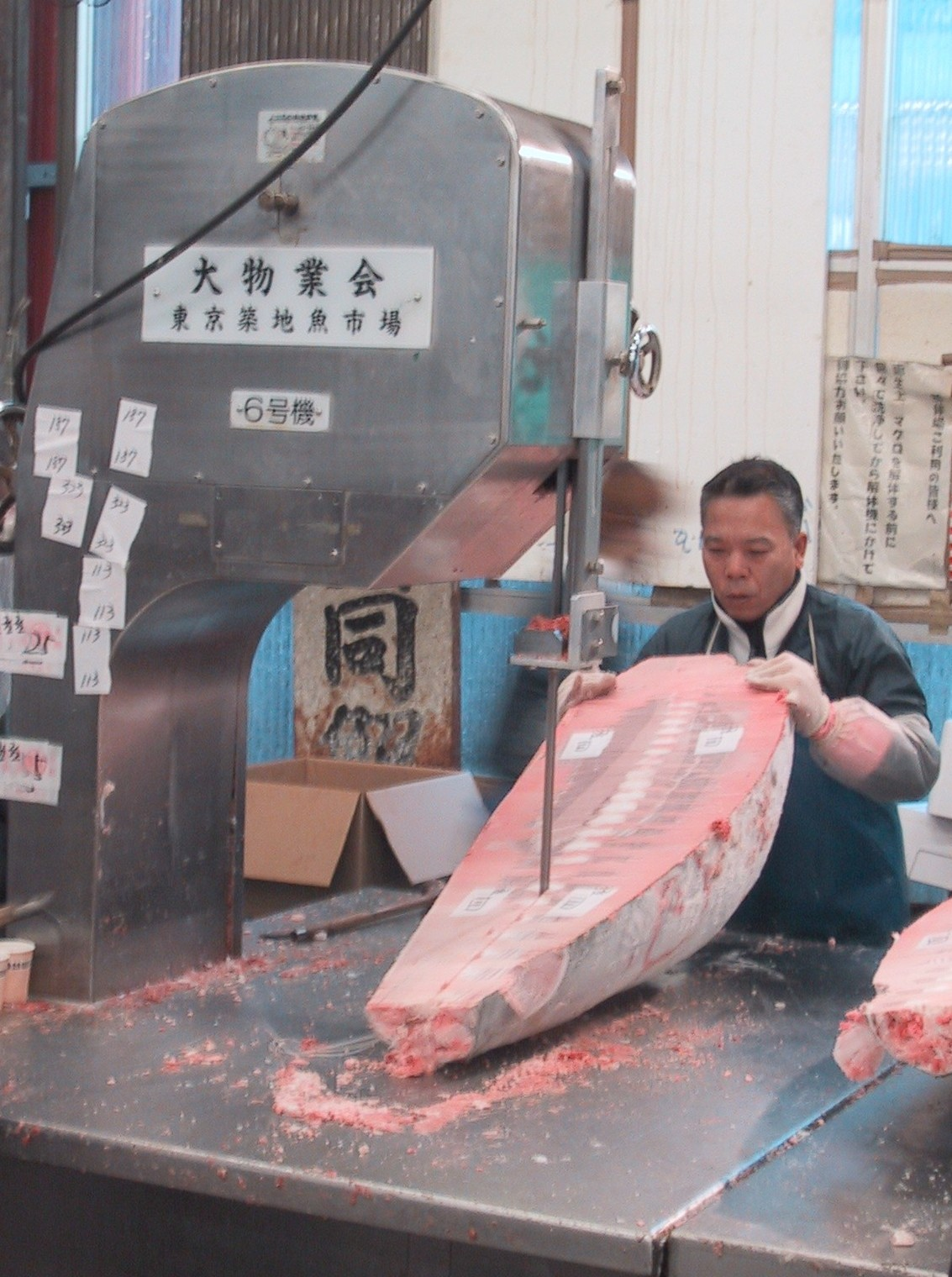
Cắt cá ngừ đông lạnh bằng cưa tay trong chợ cá Tsukiji, Tokyo, Nhật Bản (2002)

Đông lạnh thực phẩm là phương pháp kéo dài thời gian kể từ khi chuẩn bị thực phẩm cho đến khi ăn. Kể từ thời xa xưa, nông dân, ngư dân và người săn thú đã bảo quản ngũ cốc và thực phẩm có được trong các căn nhà không được giữ ấm trong mùa đông. Đông lạnh bảo quản thực phẩm bằng cách hạ nhiệt độ nhằm biến nước trong thực phẩm thành băng do đó làm ngăn cản sự phát triển của hầu hết các vi sinh vật.
Trong ngành công nghiệp thực phẩm, có hai quy trình: cơ học và cryogenic (hoặc đóng băng flash). Động học của việc đóng băng là rất quan trọng để bảo vệ chất lượng và kết cấu của thực phẩm. Đông lạnh nhanh tạo ra các tinh thể băng nhỏ hơn và duy trì cấu trúc tế bào. Đông lạnh cryogenic là công nghệ đông lạnh nhanh nhất có sẵn bằng nhiệt độ nitơ lỏng cực thấp -196 °C (-320 °F)
Bảo quản thực phẩm trong nhà bếp trong suốt thế kỷ 20 và 21 được thực hiện bằng tủ lạnh gia đình. Lời khuyên cho chủ hộ gia đình là cần đông lạnh thực phẩm ngay trong ngày mua hàng. Cơ quan Tiêu chuẩn Thực phẩm hỗ trợ lời khuyên này, với điều kiện thực phẩm đã được lưu trữ đúng cách cho đến thời điểm đó.
Ngày nay với công nghệ hiện đại, tình trạng giữ lạnh thực phẩm có thể tiến hành ở nhiệt độ rất thấp và hầu như quanh năm.

## Lịch sử
Clarence Birdseye, nhà phát minh người Mỹ, chế tạo hệ thống làm lạnh nhanh. Với một cái quạt điện, vài thanh đá lớn và ít nước muối ông đã hoàn thành hệ thống làm đông lạnh nhanh của mình. Hệ thống có thể làm đóng băng các hộp dẻo thức ăn dưới áp suất cao.
Ông bán công trình của mình cho the Goldman-Sachs Trading Corporation và Postum Company. Năm 1929, tủ cấp đông rau cải đầu tiên trên thế giới ra mắt người tiêu dùng.
Ngày nay, người ta thường dùng nitro lỏng để làm đông thực phẩm, thực phẩm càng nhanh đông sẽ càng ít đóng tuyết
Áp suất 900MPa, cũng đang được nghiên cứu để tạo đá trong nhiệt độ phòng, dự kiến sẽ sử dụng trong tương lai
Thực phẩm đông lạnh không cần nhiều chất bảo quản vì quá trình chuẩn bị thức ăn cho đông giết chết nhiều các vi khuẩn sống trên thực phẩm. Carboxymethylcellulose (CMC) được sử dụng như một chất ổn định trong thực phẩm đông lạnh vì tính chất không màu và không mùi của nó.

## Đóng gói
Thực phẩm đóng gói cần giữ nguyên trạng từ lúc làm đông tới lúc rã đông và nấu. Để tiện dụng, nhà sản xuất thiết kế sản phẩm của mình sao cho bao gói có độ an toàn từ lúc đông lạnh tới khi rã đông hoặc dùng lò vi sóng.
Ngày nay có nhiều kiểu bao bì thực phẩm đông lạnh: hộp, thùng carton, túi xách, túi,, nắp khay và chảo,khay kết tinh PET, và các lon nhựa 

## Ảnh hưởng
Phương pháp đông lạnh không ảnh hưởng nhiều tới sản phẩm, dù các vitamin có thể mất đi một phần (không quá 50%)